# ダニエル・メンデン
- ダニエル・メングデン

ダニエル・ジョゼフ・メンデン（Daniel Joseph Mengden、1993年2月19日 - ）は、アメリカ合衆国・テキサス州ヒューストン出身のプロ野球選手（投手）。右投右打。
メディアによっては「ダニエル・メングデン」とも表記される。

## 経歴

### プロ入り前
テキサスA&M大学時代の2013年には第39回日米大学野球選手権大会のメンバーとして来日している。

### プロ入りとアストロズ傘下時代
2014年のMLBドラフト4巡目（全体106位）でヒューストン・アストロズから指名され、プロ入り。この年は傘下のルーキー級ガルフ・コーストリーグ・アストロズとA-級トリシティ・バレーキャッツでプレーし、2球団合計で6試合に登板した。
2015年、アストロズ傘下ではA級クァッドシティズ・リバーバンディッツとA+級ランカスター・ジェットホークスでプレーした。

### アスレチックス時代
2015年7月23日にスコット・カズミアーとのトレードで、ジェイコブ・ノッティンガムと共にオークランド・アスレチックスへ移籍した。移籍後は傘下のA+級ストックトン・ポーツへ配属された。
2016年の開幕はAA級ミッドランド・ロックハウンズで迎え、5月1日にAAA級ナッシュビル・サウンズに昇格した。6月11日にメジャー初昇格を果たし、アクティブ・ロースター入りした。同日のシンシナティ・レッズ戦で先発してメジャーデビューし、5.2回で2失点で敗戦投手となった。この年は先発の一角として14試合に登板したが、2勝9敗、防御率6.50、WHIP1.61と打ち込まれて大きく負け越した。
2017年は7試合に先発登板して3勝2敗、防御率3.14、29奪三振を記録した。
2018年は22試合（先発17試合）に登板して7勝6敗、防御率4.05、72奪三振を記録した。
2019年は13試合（先発9試合）に登板して5勝2敗1セーブ、防御率4.83、42奪三振を記録した。
2020年9月20日にDFAとなり、22日にマイナー契約となった。レギュラーシーズン終了後の10月9日にFAとなった。

### 起亜時代
2020年12月25日、韓国プロ野球の起亜タイガースと契約した。2021年は8勝を記録するも、この年限りで退団となった。

### ロイヤルズ時代
2022年3月8日にカンザスシティ・ロイヤルズとマイナー契約を結んだ。シーズンでは開幕を傘下のAAA級オマハ・ストームチェイサーズで迎え、6月13日にメジャー契約を結んでアクティブ・ロースター入りした。

### 中信兄弟時代
2024年1月17日、台湾プロ野球の中信兄弟と契約した。
2025年も契約を結んでいたが、薬物検査を通過出来なかったことにより同年3月5日に契約を破棄された。

## 詳細情報

### 年度別投手成績
| 年 度    | 球 団    | 登 板 | 先 発 | 完 投 | 完 封 | 無 四 球 | 勝 利 | 敗 戦 | セ 丨 ブ | ホ 丨 ル ド | 勝 率 | 打 者 | 投 球 回 | 被 安 打 | 被 本 塁 打 | 与 四 球 | 敬 遠 | 与 死 球 | 奪 三 振 | 暴 投 | ボ 丨 ク | 失 点 | 自 責 点 | 防 御 率 | W H I P |
| -------- | -------- | ----- | ----- | ----- | ----- | -------- | ----- | ----- | -------- | ----------- | ----- | ----- | -------- | -------- | ----------- | -------- | ----- | -------- | -------- | ----- | -------- | ----- | -------- | -------- | ------- |
| 2016     | OAK      | 14    | 14    | 0     | 0     | 0        | 2     | 9     | 0        | 0           | .182  | 332   | 72.0     | 83       | 9           | 33       | 0     | 4        | 71       | 5     | 0        | 54    | 52       | 6.50     | 1.61    |
| 2017     | OAK      | 7     | 7     | 1     | 1     | 1        | 3     | 2     | 0        | 0           | .600  | 169   | 43.0     | 36       | 6           | 9        | 0     | 0        | 29       | 2     | 0        | 16    | 15       | 3.14     | 1.05    |
| 2018     | OAK      | 22    | 17    | 1     | 1     | 1        | 7     | 6     | 0        | 0           | .538  | 476   | 115.2    | 103      | 18          | 26       | 0     | 3        | 72       | 6     | 0        | 58    | 52       | 4.05     | 1.12    |
| 2019     | OAK      | 13    | 9     | 0     | 0     | 0        | 5     | 2     | 1        | 0           | .714  | 260   | 59.2     | 59       | 7           | 27       | 0     | 0        | 42       | 1     | 0        | 32    | 32       | 4.83     | 1.44    |
| 2020     | OAK      | 4     | 1     | 0     | 0     | 0        | 0     | 1     | 0        | 0           | .000  | 58    | 12.1     | 14       | 2           | 7        | 0     | 1        | 10       | 0     | 0        | 5     | 5        | 3.65     | 1.70    |
| MLB：5年 | MLB：5年 | 60    | 48    | 2     | 2     | 2        | 17    | 20    | 1        | 0           | .459  | 1295  | 302.2    | 295      | 42          | 102      | 0     | 8        | 224      | 14    | 0        | 165   | 156      | 4.64     | 1.31    |

- 2020年度シーズン終了時
- 各年度の太字はリーグ最高

### 年度別守備成績
| 年 度 | 球 団 | 投手（P） | 投手（P） | 投手（P） | 投手（P） | 投手（P） | 投手（P） |
| 年 度 | 球 団 | 試 合     | 刺 殺     | 補 殺     | 失 策     | 併 殺     | 守 備 率  |
| ----- | ----- | --------- | --------- | --------- | --------- | --------- | --------- |
| 2016  | OAK   | 14        | 2         | 7         | 0         | 0         | 1.000     |
| 2017  | OAK   | 7         | 3         | 7         | 0         | 1         | 1.000     |
| 2018  | OAK   | 22        | 8         | 8         | 1         | 0         | .941      |
| 2019  | OAK   | 13        | 2         | 4         | 0         | 0         | 1.000     |
| MLB   | MLB   | 56        | 15        | 26        | 1         | 1         | .976      |

- 2019年度シーズン終了時

### 背番号
- 67（2016年）
- 33（2017年 - 2020年）
- 15（2021年）
- 73（2022年）
- 80（2024年）

### 代表歴
- 第39回日米大学野球選手権大会アメリカ合衆国代表